# پانته‌زیله

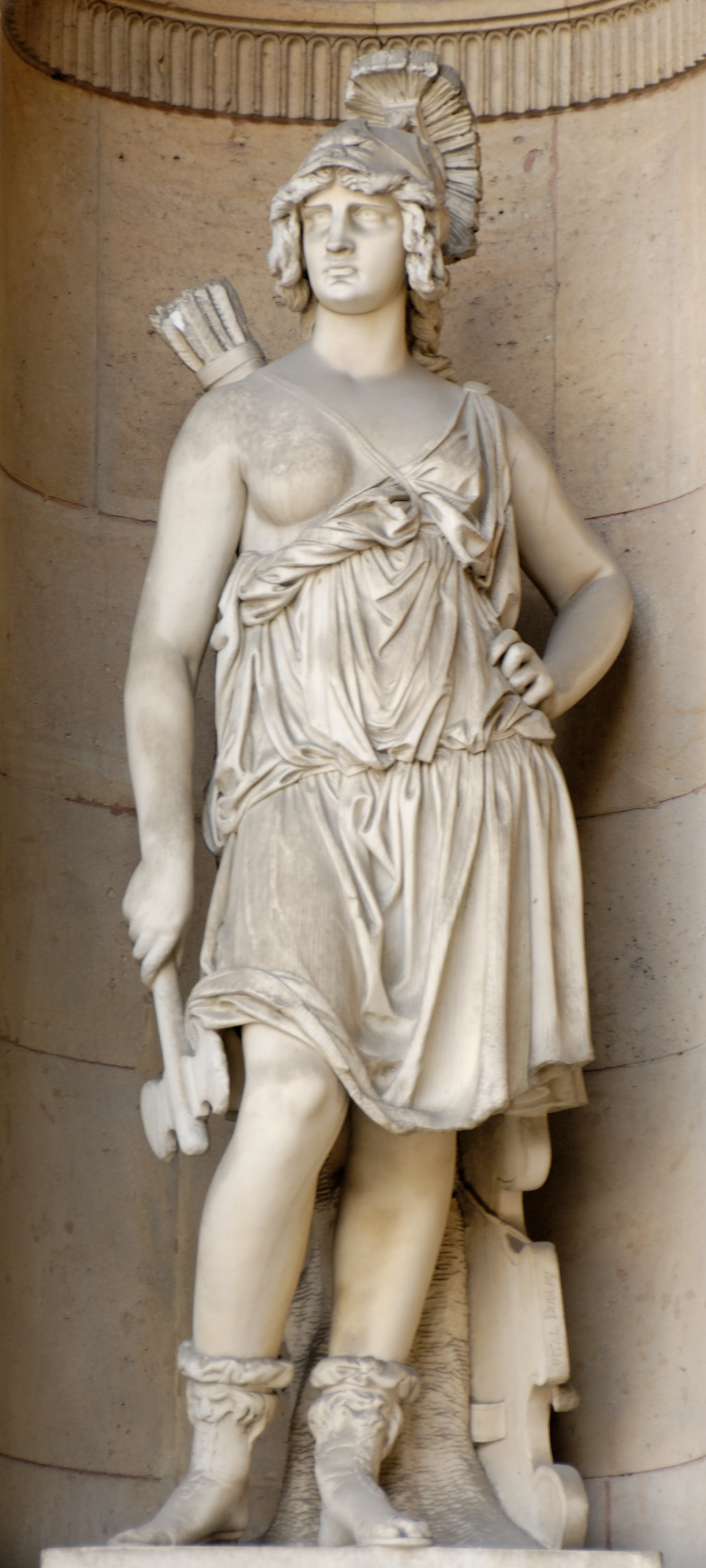
تندیس پانته‌زیله ۱۸۶۲ در پاریس

پانته‌زیله (به یونانی: Πενθεσίλεια) به معنی سوگواری توسط مردم، در اسطوره‌های یونانی، دختر آرس و اوتررا و خواهر هیپولیتا، آنتیوپ و ملانیپه، یکی از ملکه‌های آمازون‌ها بود که در جنگ تروآ بعد از مرگ هکتور همراه مردم تروآ علیه یونانیان جنگید. آشیل عاشق او شده بود و به دست او نیز کشته شد.. آشیل هنگامی که با خواهر خود هیپولیتا در حال شکار بودند، به طور اتفاقی پانته زیله را کشت. این واقعه به شدت آشیل را اندوهگین کرد به طوری که فقط آرزوی مرگ می‌کرد. هنگامی که پانته زیله توسط آشیل کشته شد، چشمهای او توسط Thersites در آورده شده و آشیل به تلافی این عمل او را کشت. سپس پسر عموی Thersites برای انتقام جسد پانته زیله را بر پشت ارابه بست و کشید و سپس به رودخانه انداخت. آشیل پس از این جسد پانته ژیله را از آب گرفت و او را دفن کرد. نقل است که پس از آن آشیل با جسد پانته ژیله عشقبازی میکند به طوری که پانته ژیله پس از مرگ، فرزندی از آشیل به دنیا می |آورد